# Erzsébetvárosi irodalmi ösztöndíj
Az Erzsébetvárosi irodalmi ösztöndíj egy magyar irodalmi ösztöndíj, amelyet Budapest VII. kerület Erzsébetváros Önkormányzatának Művelődési, Kulturális és Szociális Bizottsága alapított 2020-ban Szücs Balázs, a Párbeszéd Magyarországért VII. kerületi egyházügyi, civil és kulturális alpolgármesterének javaslatára.
Az Erzsébetvárosi irodalmi ösztöndíj elsődleges célja megmutatni, hogy kizárólag szakmai alapon is lehet támogatni független kulturális és művészeti projekteket, illetve, hogy állandó helye és szerepe legyen a nívós kortárs kultúrának a kerületben Erzsébetváros kulturális életét is erősítve. Az ösztöndíjra 35 és 60 év közötti, legkevesebb két, nem magánkiadású kötettel rendelkező, magyar nyelven alkotó szépirodalmi szerzők pályázhatnak. 
A beérkező munkák elbírálását elismert, az önkormányzattól független öt tagú zsűri végzi, amelynek  tagjai  a hazai irodalmi élet aktív képviselői: Gács Anna, Nagy Boglárka, Visy Beatrix, Babiczky Tibor és Kemény István. A program koordinátora Simon Márton költő, slammer; fővédnöke Lator László költő.
A szakértő zsűri döntése nyomán a díjat a Művelődési, Kulturális és Szociális Bizottság ítéli oda az öt legjobb pályázónak. Az ösztöndíj mind a művészek számára 6 hónapon keresztül, fejenként, havi nettó 160 000 forintot biztosít. A kiírásban szerepel még, hogy a díjazottak között a nemek aránya lehetőleg közelítse meg az 50-50%-ot.
A pályázat elindításához kapcsolódóan társművészetek bevonásával egy irodalmi programsorozat is elkezdődött. 

## A díjazottak

### 2020[2]
- Peer Krisztián
- Mesterházi Mónika
- Szvoren Edina
- Kabai Lóránt
- Tóth Krisztina

### 2021
- Cserna-Szabó András
- Mán-Várhegyi Réka
- Ménes Attila
- Szőcs Petra
- Zoltán Gábor

### 2022[3]
- Szabó Imola Julianna
- Szijj Ferenc
- Tamás Zsuzsa
- Tóth Kinga
- Závada Péter

### 2023[4]
- Áfra János
- András László
- Erdős Virág
- Fenyvesi Orsolya
- Zsille Gábor